# Colmax
Colmax est une société française spécialisée dans la production et la distribution de films pornographiques.
Fondée en 1983, Colmax est, avec Alpha France/Blue One et Marc Dorcel, l'une des plus anciennes entreprises de production de films X en France. Elle est rachetée en novembre 2019 par Jacquie et Michel.
Parmi les nombreuses vedettes du X ayant travaillé pour Colmax, on compte Marilyn Jess, Christophe Clark, Estelle Desanges, Zara Whites, Tabatha Cash, HPG, Tiffany Hopkins, Roberto Malone, ainsi que Katsuni qui a été à ses débuts l'« égérie » du studio.
Face à la crise du marché de la vidéo, la société a temporairement arrêté dans les années 2000 de produire des films, pour se concentrer sur la distribution. Elle a cependant repris les tournages en 2009. À la même époque, Colmax abandonne la production de DVD et se concentre sur la VOD. En 2011, l'entreprise se lance dans la production de films en 3D et crée par ailleurs Colmax TV, une chaîne de télévision disponible sur le bouquet adulte Orange.
La société fait parler d'elle début 2019 lorsqu'elle édite un calendrier qui mélange rugbymen amateurs et actrices pornographiques.